# Haladaptatus paucihalophilus
Haladaptatus paucihalophilus es una especie de arquea halófila, aislada originalmente a partir de un manantial en Oklahoma. Se utiliza una vía previamente desconocido para sintetizar glicina, y use características fisiológicas únicas para osmoadaptación.

## Discubrimiento
H. paucihalophilus fue encontrado originalmente en 2004 por Mostafa Elshahed y otros, pero no fue clasificado como especie en el momento; sólo el Halobacteriales fueron estudiados.  Kristen N. Savage et al. aislaron H. paucihalophilus del Manantial Zodletone en Oklahoma. Se consideró originalmente para tener dos cepas diferentes: DX253 and GY252. Estas dos cepas fueron encontrados más tarde para compartir el 97,7% de similitud en las especies 16 ARN ribosomal análisis de la secuencia y se considerará una sola especie. Para aislar H. paucihalophilus específicamente, muestras de suelo del manantial fueron tomadas y posteriormente inoculadas en un medio seleccionado halófilo y luego analizar más a fondo después de un crecimiento colonial. La cepa fue probado para la reacción de Gram, fuente do carbono, producción de ácido, crecimiento a una concentración mínima de sal, y sensibilidad a los antibióticos. PCR fue realizada con partidores A1F and UA1406R. H. paucihalophilus fue llamado así por su capacidad de crecer en ambientes con poca sal ("pauci" es decir pequeño, "halo" significa sal, y "philo" significa amar).

## Ecología
La mayoría de las especies dentro de Halobacteriaceae se pueden encontrar en entornos, como manantiales y pantanos, que contienen una alta concentración de sal. Sin embargo, se ha sugerido que muchas de estas especies archaeal que tienen una alta tolerancia a la sal también puede existir en ambientes con poca sal. H. paucihalophilus es capaz de sobrevivir y crecer dentro de un amplio rango de concentraciones de sal, por lo que también se puede encontrar que viven en entornos de bajo contenido de sal, tal como el Manantial Zodletone.

## Filogenia
16S ARN ribosomal secuenciación mostró Haladaptatus paucihalophilus para ser 89,5 a 90,8% similar a la especie Halalkalicoccus tibetensis, con diferencias concentradas alrededor de pares de bases 1-200 y 400-800. La diferenciación de otros géneros halófilas consta principalmente de diferencias en el contenido fosfolípido.

### Morfología
Haladaptatus paucihalophilus es un chemoorganotroph en forma de cocos. Es no móvil, y tiene una pigmentación de color rosa. H. paucihalophius células son de 1,2 micrómetros de diámetro. Ellos tienen un tiempo de duplicación de 12-13 horas y crecen como células individuales o en parejas. Esta especie contiene el fosfolípidos fosfatidilglicerol, éster metílico de fosfato de fosfatidilglicerol, y sulfato de fosfatidilglicerol. Se produce ácido, crece a una pH gama de 5,0 a 7,5 y una amplia gama de concentraciones de sal, de 0.8-5.1M.

### Metabolismo
El caudal de carbono de Haladaptatus paucihalophilus se llevó a cabo a través de la oxidativo ciclo del ácido tricarboxílico. Sin embargo, no utiliza el ciclo del ácido tricarboxílico reductiva. Se utiliza ácido glutámico , histidina, norleucina, fenilalanina, ácido D-glucurónico, esculina, trehalosa, dextrina, salicina, sacarosa, fructosa, xilosa, glucosa, galactosa, glicerol, citrato, piruvato, acetato, almidón, lactato, manitol, fumarato, y malato como fuentes de carbono. H. paucihalophilus es aeróbico por lo que utiliza oxígeno como aceptor terminal de electrones. No puede utilizar nitrato, sulfato, tiosulfato, azufre elemental, dimetilsulfóxido, o N- óxido de trimetilamina como aceptores de electrones para el crecimiento en condiciones anaeróbicas. En esta especie, la síntesis de lisina se realiza por la vía de diaminopimelato, la vía típica para halófilas archaea. H. paucihalophillus se diferencia de otros archea en su biosíntesis de la glicina, que se lleva a cabo a través de una combinación de tres vías de biosíntesis, la ruta de la serina hidroximetiltransferasa, la vía treonina aldolasa y la glicina sistema de división inversa.

### Genómica
La genoma de H. paucihalophilus es 4.317.540 bases en total. Contiene 4.489 genes, de los cuales 4.429 codifican proteínas. El contenido de GC de H. paucihalophilus es 60,5 mol%.

## Importancia científica
Este halófilo particular no sólo puede sobrevivir altas concentraciones de sal, pero también puede tolerar bajas concentraciones de sal, lo que hace adecuado para experimentos de laboratorio. También es el primer microbio que se encuentra capaz de sintetizar glicina usando vías distintas de la vía típica serina hidroximetiltransferasa. H. paucihalophilus es único en sus características fisiológicas que facilitan osmoadaptation, lo que crea su capacidad para adaptarse a las diferencias de osmolaridad mediante la retención de sal dentro de su citoplasma.